# Folkets torg, Shanghai

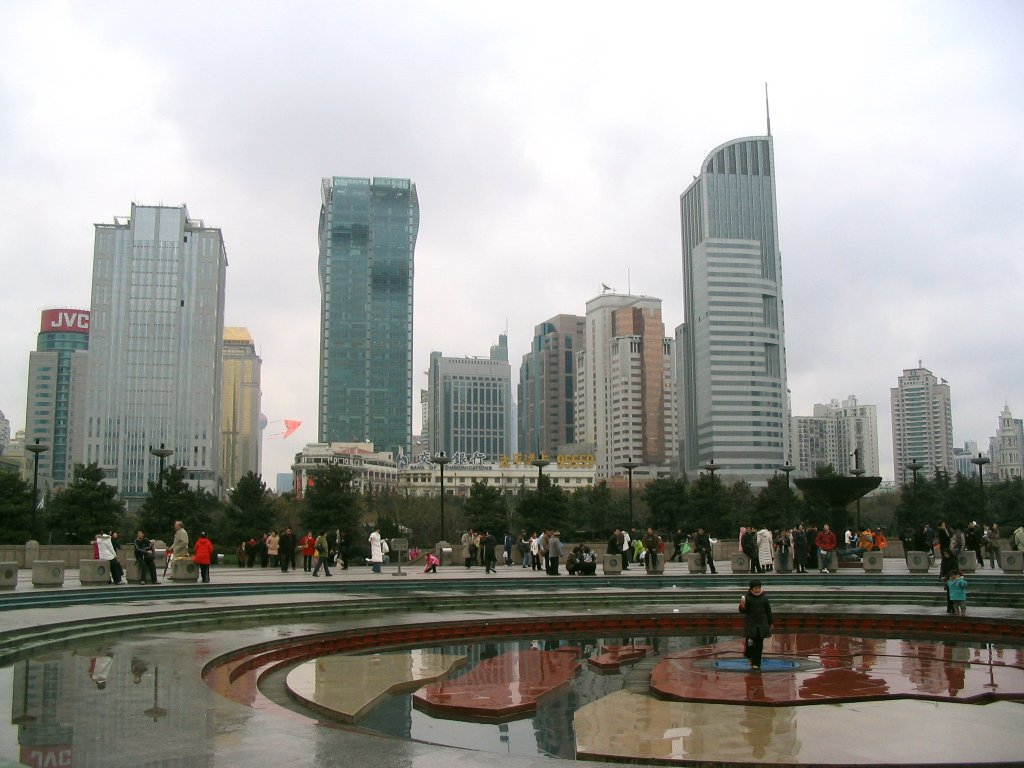
Folkets torg i Shanghai

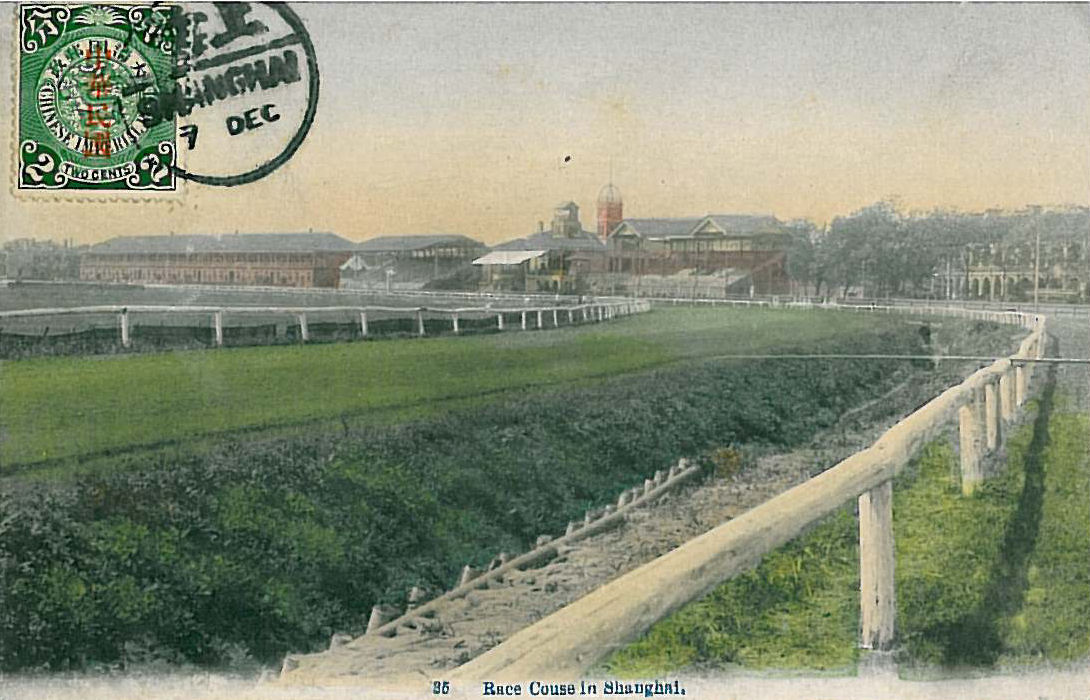
Galoppbana på den plats där Folkets torg nu ligger, 1912

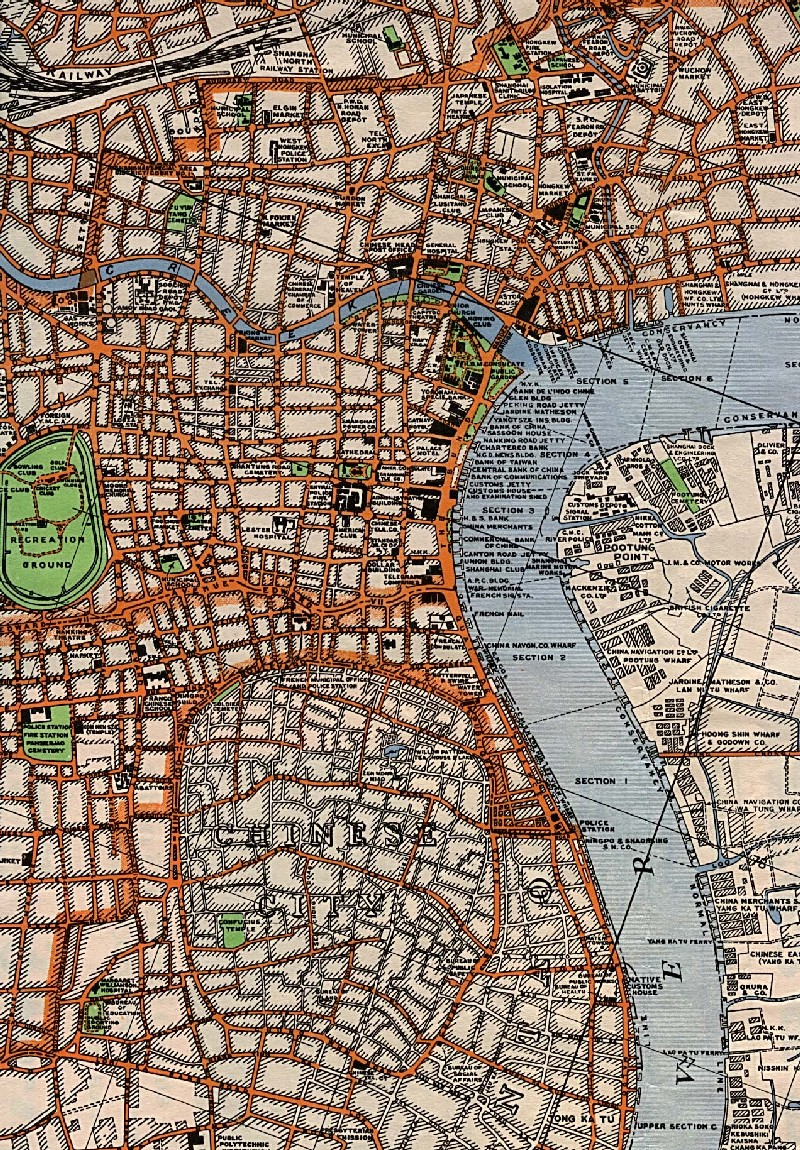
Galoppbanans placering, 1933

Folkets torg (人民广场, Rénmín guǎngchǎng) är Shanghais stora torg i centrala staden vid Nanjing Lu. Torget har även en parkdel. Torget omges av höga skyskrapor. Under torget finns en av världens största tunnelbanestationer vad gäller storlek, yta och antal resenärer. Här passerar tunnelbanans linjer 1, 2 och 8.
Före bildandet av folkrepubliken 1949 fanns en galoppbana på platsen där Folkets torg nu ligger.

## Tunnelbana
| Linje | Station      |
| ----- | ------------ |
| 1     | Folkets torg |
| 2     | Folkets torg |
| 8     | Folkets torg |